# 田中愛子のハッピーレシピ
田中愛子のハッピーレシピ EVERYDAY (たなかあいこのハッピーレシピエブリデイ)は、スマートフォン向けに開発された無料レシピアプリ。提案型アプリとして、検索機能がなく毎日のレシピ提案とレシピストック機能を特徴とする。料理研究家 田中愛子が正式に料理を提供している。

## 概要
株式会社S-NINEが運営・提供するアプリコンテンツの一つ。2012年6月11日にAndroid版をリリース、2012年8月15日にiPhone版をリリースしている。またプロモーションサイトがiPhone版リリースに先駆けて、2012年8月6日に正式オープンしている。Android版はアップロードする中で完成度を高める。iPhone版はAndroid版のアップロードを全て集約する形で、既にAndroid最新リリース版と同様の機能を持つ。

## アプリ概要
毎日3品の料理レシピをユーザーに提案する。献立に悩む主婦や一人暮らしのユーザーの悩みをダイレクトに解決する。提案された料理を1日1品ずつのみユーザーのストックアルバムへ保存することが出来、別日にて再確認することが可能となっている。

## 内容

### 目的
料理研究家 田中愛子が掲げる食卓のフィロソフィーを沢山の人に広め、食の重要性を現代に生きる人々、特に子供へ伝えることを目的としている。
毎日のレシピの提案をメイン機能としており、料理を考えたり料理を作ったりする魅力を毎日伝えること、それによって家庭料理の持つ力を再発見してもらうことをコンセプトとしている。

### 機能
1. 毎日3品の料理レシピを提案し、毎日料理レシピは変更される。一度出た料理は1ヶ月間提案されない。
2. 気になる料理を保存するレシピストック機能がある。ここにストックした料理は、1ヶ月の提案制限に関係なくいつでも確認することが出来る。

### 特徴
1. 綺麗な料理写真と見やすいレシピページを特徴としており、オリジナルキャラクター「ハブちゃん」が料理を提案する形となっている。
2. 和・洋・中・多国籍料理・お菓子の計4ジャンルから無作為でレシピを提案する。
3. 圧力鍋、シリコンスチーマー、簡単料理のレシピを盛り込んでいる。

### 料理研究家 田中愛子
料理研究家／インターナショナルフードコーディネーターキッチンカンバセーション主宰、食育ハーブガーデン協会理事長。語学力を活かしたNYやヨーロッパ、タスマニアなど海外で食の現場での経験を、次世代の料理研究家の育成、家庭料理を通した食文化の指導、「食卓のフィロソフィー」をテーマとした食育活動に携わる。

## その他
Android版が2012年9月7日にバージョンアップされ、1.1.0がリリースされた。